# Léon Miolan
Pour les articles homonymes, voir Miolan.
Léon Miolan ou Miollan, alias Prélong, dit l'abbé Miolan, né en 1752 à Embrun où il est mort en 1796, est un physicien, inventeur et aéronaute français.

## Biographie
Professeur de physique à Paris, inventeur d'un mastic utile à la fabrication des citernes à eau, il est surtout connu pour avoir échoué en 1784 lors d'une expérience de montgolfière organisée avec Jean-François Janinet et Claude François Joseph Bredin au Jardin du Luxembourg. Accusés avec ses collaborateurs d'avoir trompé le public, la presse raille alors fortement l'événement en qualifiant les trois hommes de « Miaulant, Jean Minet et Gredin ». Des chansons sont écrites sur lui et des auteurs de renoms tels Voltaire se moquent d'eux. Grimm écrit par exemple : « qu'il faisait des cours de physique à bon marché pour tout le monde et gratis pour Me Janinet ».
Devant de telles moqueries, il s'exile et change de nom. Il rejoint le chevalier de Boufflers au Sénégal (Galam) en 1786 sous le nom de Prélong puis devient en 1788 directeur de l'hôpital de Gorée,.
Chef du secrétariat du Bureau des Consultations des Arts et Métiers (1793), il est l'auteur de Mémoire sur les îles de Gorée et du Sénégal (1793).

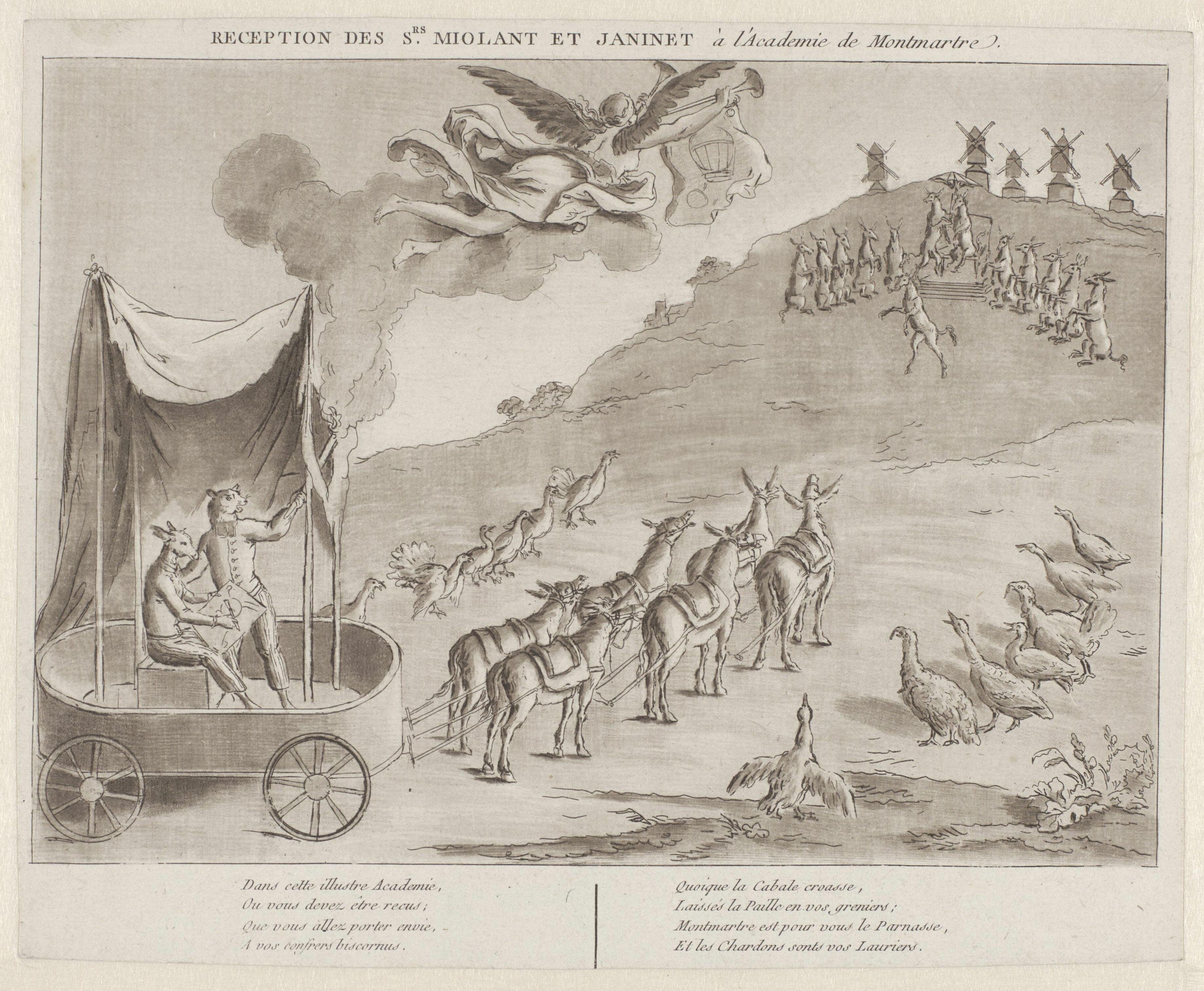
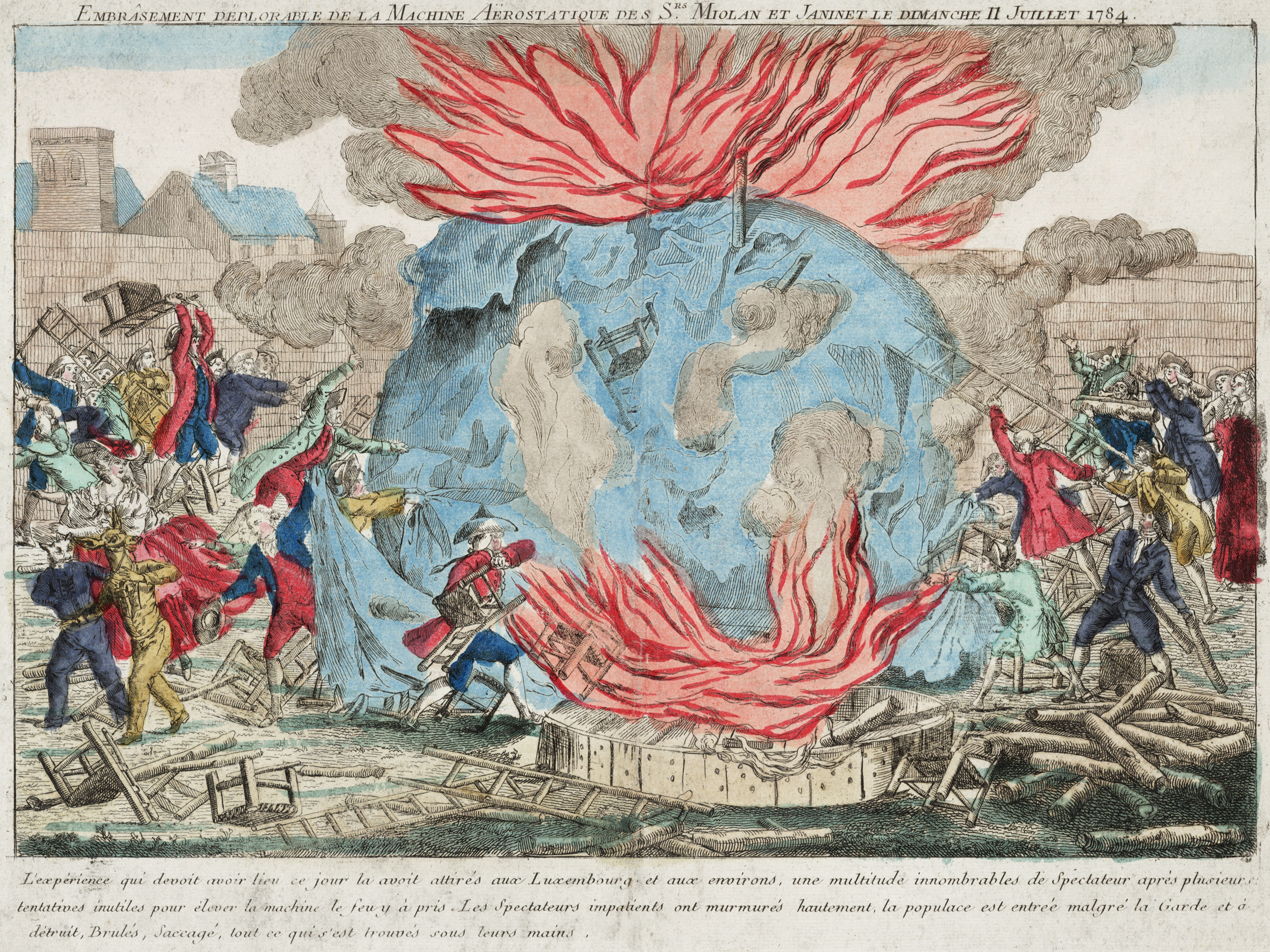
Embrâsement déplorable de la machine aërostatique des Srs. Miolan et Janinet le dimanche 11 juillet 1784
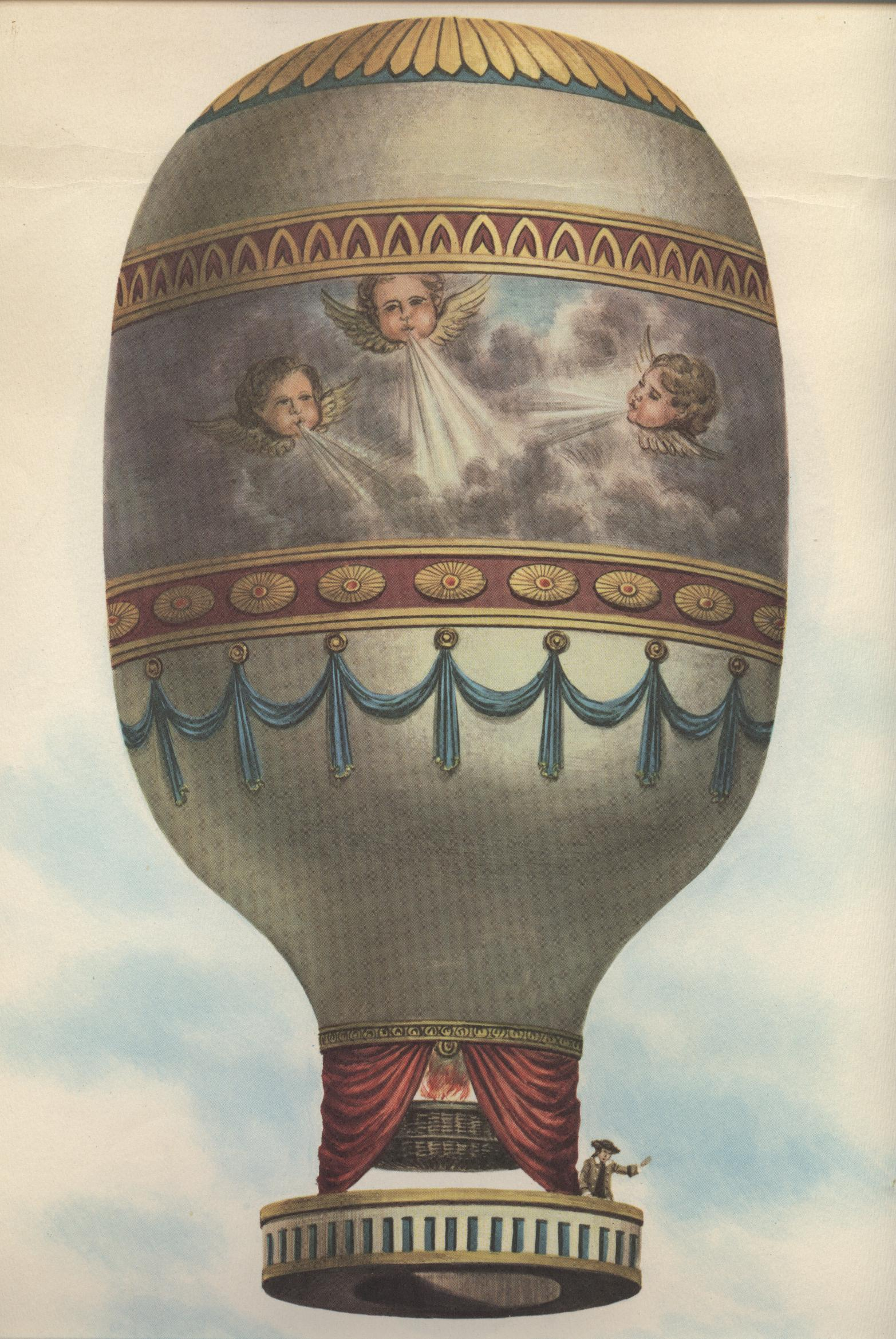
Ballon Miolan et Janinet
L' ignorance prouvée. Ou les evénements de la journée du 11 juillet 1784 au Luxembourg
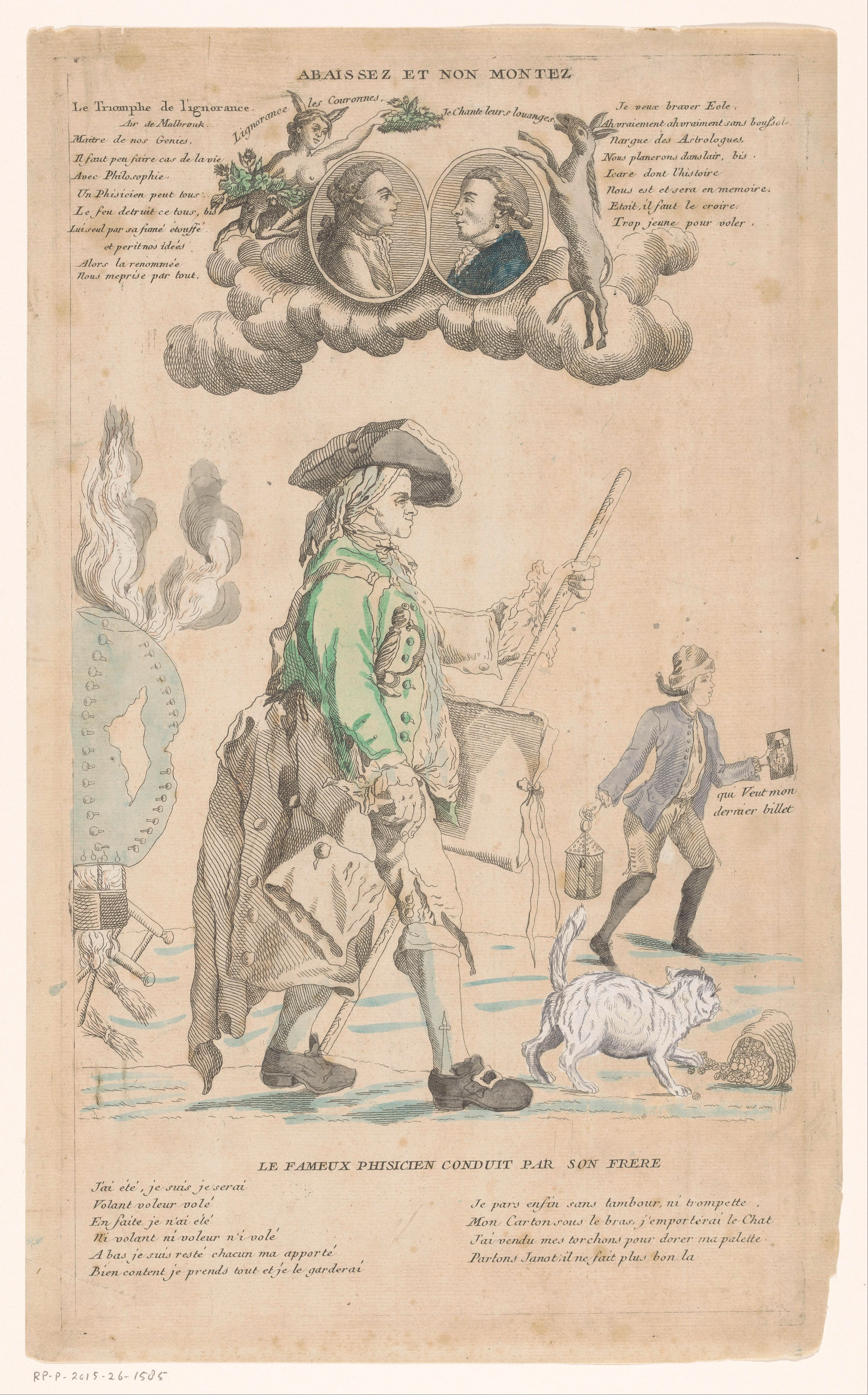
Le fameux phisicien conduit par son frere